# Józef Leopold Kmietowicz

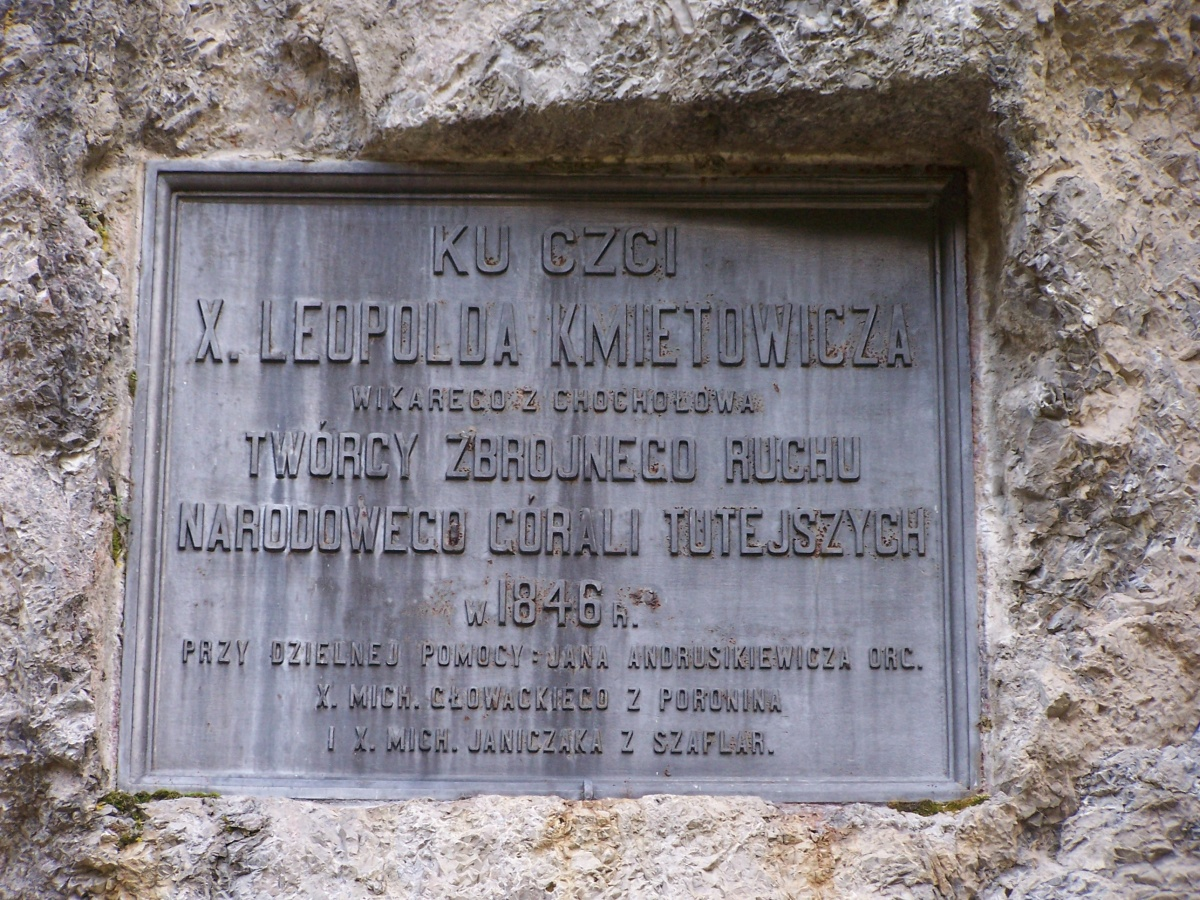
Tablica pamiątkowa na Skale Kmietowicza

Józef Leopold Kmietowicz (ur. 14 listopada 1819 w Starym Sączu, zm. 11 października 1859 tamże) – polski duchowny katolicki, wikary m.in. parafii w Chochołowie, główny przywódca powstania chochołowskiego z 1846 r.
Ukończył gimnazjum w Nowym Sączu, gdzie poznał poetę i działacza niepodległościowego Juliana Goslara. Studiował filozofię w Koszycach i Tarnowie. Po ukończeniu Seminarium Duchownego w Tarnowie przyjął święcenia kapłańskie w 1843 r. Następnie objął wikariat w Dobrej koło Limanowej, a po kilku miesiącach w Chochołowie.
21 lutego 1846 r. stanął na czele powstania górali chochołowskich przeciwko zaborcy austriackiemu. Wraz z powstańcami opanował m.in. posterunki straży finansowej i celnej w Chochołowie, Suchej Górze i Witowie. 22 lutego 1846 w czasie płomiennego kazania nawoływał chłopów do walki. 23 lutego 1846 powstanie upadło.
Aresztowany przez Austriaków, przebywał w więzieniach w Nowym Targu, Nowym Sączu i we Lwowie. Dnia 10 grudnia 1846 został skazany wraz z dziesięcioma innymi powstańcami na karę śmierci za "zbrodnię zdrady stanu". Ostatecznie dnia 1 lipca 1847 tylko dla niego został podtrzymany wyrok kary śmierci za przewodzenie powstaniu. Ułaskawiony przez cesarza Ferdynanda I na prośbę z dnia 3 sierpnia 1847 skierowaną przez gubernatora Galicji Franza Stadiona, który obawiał się wybuchu rozruchów w Galicji po straceniu kapłana-powstańca. Wyrok kary śmierci został mu zamieniony przez cesarza na 20 lat "ciężkiego więzienia", które początkowo odbywał w Kufsteinie w Tyrolu, a później w twierdzy Szpilberg na Morawach.
Zwolniony na mocy amnestii w marcu 1848, powrócił do Starego Sącza, gdzie uzyskał uchwałą Rady Narodowej Starego Sącza w lipcu 1848 pomoc materialną, wynoszącą 80 złotych reńskich jednorazowej pomocy, oraz miesięczny zasiłek w wysokości 10 złotych reńskich. Schronienie i opiekę ks. Kmietowicz uzyskał w Głębokiem od starosądeckich sióstr klarysek.
W latach 1848–1850 był wikariuszem w Muszynie; 1850-1855 w Makowie Podhalańskim; 1855-1857 w Uściu Solnym. W 1857 ze względu na zły stan zdrowia, zrujnowanego po dwóch latach pobytu w zimnych więzieniach, przeszedł na emeryturę. Duchowny zmarł 11 października 1859 i został pochowany na cmentarzu kościelnym przy świątyni św. Rocha w Starym Sączu. W Tatrach upamiętniono go w nazwie skały w Dolinie Chochołowskiej (Skała Kmietowicza z tablicą upamiętniającą).